# Девојка за све (роман)
Девојка за све је роман српске књижевнице Милке Жицине, објављен 1940. године за Графику Радојка С. Абулова у Београду. Насловну корицу оригиналног издања нацртао је Ђорђе Андрејевић Кун, у питању је слика жене раднице са пунђом, прекрштених руку.

## Радња
У питању је социјални роман који прати живот Каје, младе девојке и њеног мучног живота као служавке, прво у Босни, а касније у Београду.
Каја као тринаестогодишња девојчица бежи са комшијом Марком од куће, он да учи занат, она да иде у службу. Прво њено запослење је код млекара Винка, где је радила само за храну и смештај да би након тога била служавка у једној кафани у Броду. Након тога она служи као служавка у богатијим кућама, прво у свом крају, а затим у Београду. Врло је занимљив опис пијаце служавки, места на које су у Београду газдарице долазиле да траже раднице, и начина на који жене приповедају своја искуства са лошим и бољим кућама и газдама. Ту су Резика, девојка која се отровала због момка, Мара старија жена коју искоришћава млађи мушкарац, Маргита служавка која је утеху због смрти детета нашла у вери, и многе друге, од жена које су имале тешке судбине и завршиле на улици, до оних које су наилазиле на осуду, јер "служе" код жандара. Живот ће Кају поново повезати с Марком, с којим улази у везу, а њено последње запослење је као судопера у хотелу Гранд. 
Роман је занимљива приповест о тешком искуству једне младе жене у двадесетим и тридесетим годинама 20. века у Краљевини Југославији. Роман је други пут издат 1982. године за Нолит. Вероватно садржи и аутобиографске елементе јер је Милка Жицина и сама радила као служавка у Новој Градишки.

## Извори
1. ↑  Žicina, Milka; Жицина, Милка (1940). Devojka za sve. Beograd: [s. n.]
2. ↑  „Milka Žicina Devojka za sve”. Knjižara Aleksandrija (на језику: српски). Приступљено 2025-06-07.